# Maja Lunde
Pour les articles homonymes, voir Lunde.
Maja Lunde, née le 30 juillet 1975 à Oslo, est une scénariste et romancière norvégienne.

## Biographie
Maja Lunde est diplômée de l'université d'Oslo. Elle entre en littérature en 2012 avec son roman À travers la frontière (Over grensen)

## Œuvres

### Romans
- (no) Barnas Supershow, 2012
- À travers la frontière ((no) Over grensen, 2012)Livre pour enfants sur la persécution des juifs en Norvège durant la Seconde Guerre mondiale
- Bataille ((no) Battle, 2014)Roman jeunesse
- Une histoire des abeilles, Presses de la Cité, 2017 ((no) Bienes historie, 2015), trad. Loup-Maëlle Besançon, 397 p.  (ISBN 978-2-258-13508-6)Réédition, Pocket no 17221, 2018, 445 p. (ISBN 978-2-266-28435-6) - Roman sur la disparition progressive des abeilles et ses conséquences - Prix Fabelprisen (no) 2016
- (no) Snill, snillere, snillest, 2016Roman jeunesse
- Bleue, Presses de la Cité, 2019 ((no) Blaa, 2017), trad. Marina Heide, 353 p.  (ISBN 978-2-258-15271-7)Réédition, Pocket no 17872, 2020, 359 p. (ISBN 978-2-266-30750-5)
- Une histoire de chevaux et d'hommes, Presses de la Cité, 2021, trad. Marina Heide et Françoise Heide, 520 p.  (ISBN 2258162319)

### Scénarios
- 2012 : Blagues et super-tours : spectacle pour enfants, Magazine TV pour les enfants
- depuis 2013 : cycle pour la jeunesse : Verdens kuleste gjeng
- 2020 : La Traversée de Johanne Helgeland